# Мазурський діалект

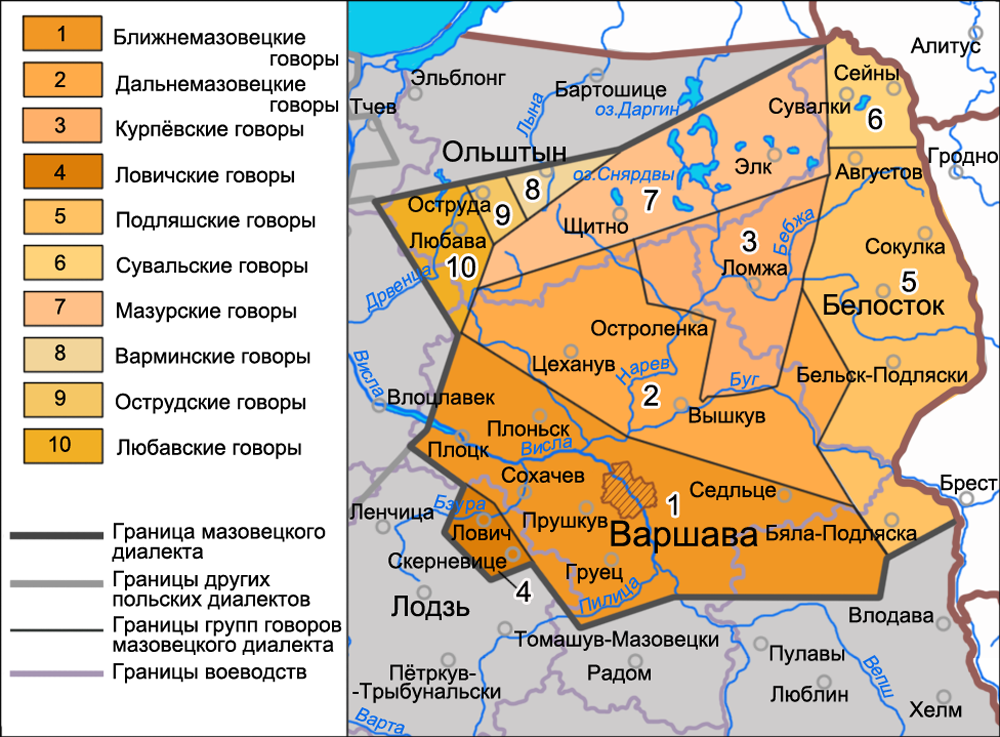
Мазурський діалект на мапі мазовецьких говорів

Мазурський діалект (пол. Mazurski; нім. Masurisch) діалект польської мови, яким говорили мазури в Східній Пруссії, нинішній Польщі. Мазури вважаються нащадками мазовшан.

## Історія
З 14 століття поселенці з Мазовії почали селитися на півдні Пруссії, спустошеної хрестовими походами тевтонських лицарів проти давніх пруссів. За іншими джерелами, мазовшани не селилися в південній Пруссії до протестантської реформації у Пруссії 1525 року. Мазури були головним чином протестантами, на відміну від сусідніх католицьких народів Мазовецького князівства, включеного до складу Польського королівства 1526 року. Новий діалект виник в Пруссії, ізольований від решти польськомовних території. Мазурський діалект ввібрав багато німецьких і давньопрусських слів, додавши до них польські закінчення.
Починаючи з 1870-х років чиновники Німецької імперії в східних провінціях Пруссії обмежили використання інших мов окрім німецької. 1880 року мазури ще вважалися поляками Німецької імперії, на рубежі століть німецька влада зробила низку заходів для онімеччення і відділення їх від польського народу створенням окремої нації. Після Першої світової війни 11 липня 1920 року проведено Східнопрусський плебісцит, відповідно до Версальського договору, в якому мазури повинні були вирішити, чи хочуть вони бути частиною Другої Речі Посполитої, або залишитися в німецькій Східній Пруссії, приблизно 98 % населення проголосували за Німеччину.
До початку 20 століття більшість мазурів розмовляли німецькою мовою і мазурським діалектом; в деяких регіонах приблизно половина вдома говорили діалектом. 1925 року лише 40.869 мазурів володіли діалектом; багато хто вважав німецьку мову рідною, а мазурський діалект — місцевим діалектом. На початку 1930их років в Мазурії доволі великою підтримкою користувалась Націонал-соціалістична робітнича партія Німеччини, особливо на виборах 1932 і 1933 років. Під час передвиборчих кампаній нацистські мітинги проводились мазурським діалектом.
Мазурський діалект ще не витіснився німецькою мовою на час завоювання Радянською Червоною Армією Східної Пруссії в січні 1945 року під час Другої світової війни. Ця територія перейшла Польщі відповідно до рішень Потсдамської конференції. Під час війни і повоєнних депортацій в наступні десятиліття більшість мазуромовного населення виїхало з Мазурії до західної Німеччини, особливо до повоєнної ФРН, де вони швидко асимілювалися німцями. У результаті мазурський діалект практично зник в 70ті i 80ті роки XX століття через від'їзд приблизно 160 000 мазурів до Німеччини.
Вважається, що нині мазурським діалектом спілкується від 10 000 до 15 000 осіб.

## Особливості діалекту
- Мазурація, перехід ряду cz, sz, dż, ż в c, s, dz, z
- Асинхронна вимова приголосних b', p', f', w' — bj/bź, pj/pś, fj/fś, wj/wź
- Іноді інтенсивне пом'якшення k, g, ch w ć, dź, ś (цей процес аналогічний пом'якшенню в кашубському діалекті).
- Лабіалізація голосного о , (іноді u) під наголосом
- Голосна Y відповідає і
- Перед приголосною Ł голосна і вимовляються як u, наприклад: buł , zuł (był , żył)
- Відносно носові голосні ą i ę вимовляються як o i e.
- В частині говору ę переходить в ã (a носове), яке через деназалізацію вимовлялось як an
- Á (a похиле), в розмові вимовляється як о
- Наявність é (e похиле), найчастіше в закінченнях прикметників: nasémi, dobrémi
- В родовому відмінку i давальному відмінку іменників жіночого роду в однині закінчення -ej переходить в -i: nasi, dobri.
- Ó (o похиле) вимовлялось або як ů (голосний між o i u) або як u (як голосний ó).
- Перехід в наголосі ja- в je- i ra- в re-.
- Перехід a в e або e в a
- M' (м'яке m) вимовлялось або як mń або ń: mniasto/niasto (miasto)
- Ř (rz) вимовлялось як rż: grżip (grzyb), але з часом стало вимовляться як ż (як в офіційній мові), але це мазурація
- Заміна подвійних приголосних kt в cht: chto (kto)
- Перехід -jd- в -ńd-: przyńdo (przyjdą)
- Сильна підтримка мобільного e на кінці: -ek: Łek - Łku,Наприклад: офіційне lek - leku.
- Гіпотетичне виникнення ë (Шва кашубське)[4]: brële, mlëko (okulary, mleko)
- Багато германізмів (з нижньопрусського діалекту) i балтизмів (з прусської і ятвязької мов), звичайні навіть в побутовій лексиці.

Мазурський діалект має багато спільного з вармійським і курпінським діалектами.